# Kinh hoa yên vân (phim truyền hình 2005)
Kinh hoa yên vân là một bộ phim được chuyển thể từ cuốn tiểu thuyết đặc sắc "Moment in Peking" (tạm dịch là Sương khói chốn kinh thành) của tác giả Lâm Ngữ Đường. Bộ phim Trung Quốc này đã gây cho người xem ấn tượng về những nét văn hoá truyền thống Trung Hoa được khắc họa rõ nét trong phim. Với dàn diễn viên hùng hậu: Triệu Vi, Phan Việt Minh, Trần Bảo Quốc, Vương Cương, Huỳnh Duy Đức,... Bộ phim đã nhận được sự quan tâm nồng nhiệt và nhiều lới khen của người xem để rồi có tên trong danh sách 10 bộ phim truyền hình xuất sắc nhất được yêu thích năm 2005. Năm 2013, phiên bản Tân Kinh hoa yên vân phát sóng với sự tham gia của Lý Thạch, lần thứ 2 đóng lại vai của Triệu Vy sau phim Tân Hoàn Châu cách cách.

## Tóm tắt chi tiết
Bối cảnh phim nhuộm đầy màu sắc Trung Hoa xưa ở Bắc Bình. Bộ phim xoay quanh cuộc đời, số phận nhân vật Diêu Mộc Lan cùng hai gia đình họ Diêu và họ Tăng. Mộc Lan là một người con gái tài sắc vẹn toàn, thừa hưởng sự đoan trang hiền thục của mẹ, sự thông minh, hiểu biết của cha - Diêu Tư An. Nàng là người phụ nữ lý tưởng mà Nho – Đạo dung hòa bổ trợ lẫn nhau, vừa có trí huệ sinh tồn thế tục của Nho gia, lại vừa có cái chân thực siêu thoát tiêu diêu tự tại của Đạo gia. Chỉ có điều nàng quá hoàn mỹ, thế gian thật khó tìm. Một ngày, Mộc Lan đi trên phố vô tình gặp gỡ anh thanh niên Khổng Lập Phu học thức cao, đức độ và tài giỏi. Những tưởng cuộc đời Mộc Lan sẽ được hạnh phúc vẹn toàn, sẽ cùng Lập Phu kết duyên vợ chồng thì... Nào ngờ Diêu Mạc Sầu - em gái Mộc Lan sau thời gian quen biết Tăng Tôn Á và đồng ý lấy anh thì lại bỏ trốn trong ngày hôn lễ, vì Mạc Sầu cho rằng Tôn Á không thật lòng yêu mình khi thấy anh thân mật với cô gái khác ngoài đường.
Ngày đó, nhà họ Tăng đã tổ chức ba đám cưới một lượt cho 3 người con trai: Bình Á, Tôn Á, Khâm Á để "xung hỷ" trị bệnh cho người con cả Bình Á. Mộc Lan đã cùng mọi người tìm Mạc Sầu nhưng không tìm thấy, nhìn cha mẹ phải bẽ mặt với nhà họ Tăng Mộc Lan đau xót đành lên kiệu hoa thay em. Mộc Lan thầm đau khổ vì mối tình đầu với Lập Phu tan vỡ. Đêm tân hôn, Tôn Á say mèm và khi tỉnh lại thì nhận ra Mộc Lan chứ không phải Mạc Sẩu. Tôn Á giận dữ và không đồng ý sự sắp xếp áp đặt như thế của cha mẹ. Ngày hôm sau, Bình Á không những không khỏe lại theo lời thầy bói mà lại chết đi, Mạn Ni - vợ mới cưới của Bình Á trở thành góa phụ sau đám cưới một ngày.
Tôn Á không hề xem Mộc Lan là vợ và ra ngoài gặp gỡ, dan díu với Tào Lệ Hoa - một sinh viên hội họa. Mối quan hệ này cuối cùng cũng bị lộ. Ngưu Tố Vân, vợ Khâm Á là con của gia đình có cha làm chức trọng quyền cao nên hết sức hống hách. Cô dùng lời chua chát giễu cợt Mộc Lan bị chồng ghẻ lạnh rồi lại có đàn bà bên ngoài. Mặc kệ những lời châm chọc, Mộc Lan dùng cách ôn hoà để giải quyết tình cảnh, cô khuyên bảo Lệ Hoa hãy buông chồng mình ra nhưng không thành.
Sự chịu đựng của Mộc Lan lên đến đỉnh điểm khi Lệ Hoa có con với Tôn Á và sống chung trong nhà họ Tăng. Cô quyết định ly dị với Tôn Á, người chưa từng xem cô là vợ dù chỉ một ngày và gieo đau khổ cho cô quá nhiều. Trong lúc Mộc Lan về nhà họ Tăng làm dâu thì Lập Phu vẫn âm thầm chôn giấu tình cảm của mình dành cho Mộc Lan, dù biết cô đã lấy Tôn Á, nhưng anh cũng biết vì bất đắc dĩ Mộc Lan phải làm thế. Lập Phu âm thầm chờ đợi Mộc Lan khi biết Mộc Lan sẽ ly dị với Tôn Á.
Một lần nữa Mộc Lan lại phải lỡ hẹn với Lập Phu, Lệ Hoa bị bà Tăng ép đến cùng cực vì bà không đồng ý mối quan hệ bất chính của cô với Tôn Á, Lệ Hoa quẫn trí đập đầu tự vẫn trước cửa nhà họ Tăng, để lại đứa con trai nhỏ dại. Thương cho đứa bé mất mẹ và không thoái thác được những lời nói như van nài của bà Tăng, Mộc Lan đành ở lại chăm sóc đứa trẻ Bác Văn. Lập Phu vừa giận vừa thương cho quyết định của Mộc Lan: ở lại nhà họ Tăng tiếp tục. Mối tình của họ có duyên không phận. Lệ Hoa mất đi, Mộc Lan lại hết lòng chăm sóc Bác Văn khiến mối quan hệ của Tôn Á - Mộc Lan dần tốt lên.
Trong khi đó, Mạc Sầu và em trai của Tố Vân yêu nhau nhưng bị sự cấm đoán của hai gia đình Diêu - Ngưu. Ngăn cản em trai lấy Mạc Sầu, người anh cả của Tố Vân sai người cưỡng hiếp Mạc Sầu. Đau khổ, tủi nhục khiến Mạc Sầu nương thân cửa Phật. Bấy giờ, Lập Phu luôn quan tâm và an ủi cô vượt qua dau khổ. Mộc Lan và Tôn Á dần trở thành cặp vợ chồng hạnh phúc, trong khi Mạn Ni vẫn ở vậy thờ chồng, Khâm Á - Tố Vân cãi vã và xảy ra nhiều xung đột do cá tính chua ngoa của cô và sự nhu nhược của Khâm Á khiến cô càng ngang ngược hơn. Thấy Lập Phu cần dọn nhà, Mộc Lan khuyên Lập Phu và mẹ anh về nhà họ Diêu sống và làm việc, Mộc Lan tìm cách giúp cho Lập Phu và Mạc Sầu đến với nhau. Và ngày đám cười diễn ra êm đẹp.
Thời gian trôi qua Mộc Lan sinh được đứa con gái, gia đình cô ngày một êm ấm. Định Phi, em út của Mộc Lan du học ở nước ngoài về. Ông bà Diêu đã sắp xếp sẵn vị hôn thê cho anh là Hồng Ngọc- cô em họ của anh. Lập Phu viết báo tố cáo anh cả của Tố Vân với tội ác đã làm với Mạc Sầu, và tố cáo ông Ngưu Tự Đạo - cha Tố Vân tham nhũng.
Gia đình họ Ngưu điêu đứng. Do có quan hệ thông gia dẫn đến quan hệ mua bán nên gia đình họ Tăng cũng bị vạ lây. Ông Tăng bị liên can. Gia đình họ Tăng lo lắng vô cùng. Ông Ngưu và con trai cả bị bắt vào tù. Tố Vân năn nỉ van xin nhà chồng cứu cha và anh nhưng không còn cách, Tố Vân bỏ nhà chồng đi. Mộc Lan bất đắc dĩ đến gặp Lập Phu xin tha cho ông Tăng. Lập Phu đã nghe theo Mộc Lan. Anh cả Tố Vân bị tử hình và khi Tố Vân lợi dụng mồi quan hệ dan díu với tên có chức cao quyền trọng để cứu cha ra thì trong ngày sum họp ông đã đột ngột chết đi.
Ông Tăng do quá lo sợ cho tội trạng liên can với nhà họ Ngưu đã nhắm mắt lìa đời. Hai đám ma đi cùng con đường và đụng đầu nhau. Bên gia đình này đòi bên kia nhường đường. Người chết rồi mà vẫn không được yên... Định Phi dù ó đính ước nhưng không yêu Hồng Ngọc mà lại yêu người hầu gái trong nhà, Hòng Ngọc biết được đau khổ tự vẫn, phần do cá tình quá mềm yếu, nhu nhược, ảnh hưởng từ những cuốn tiểu thuyết bi lụy. Rồi Định Phi cưới người con gái mình yêu không phân biệt sang nghèo. Tố Vân, mẹ và em trai thầm nguyền rủa Mộc Lan, Lập Phu, nhà họ Tăng, Diêu đã gây cho họ cảnh cửa mất nhà tan, vợ goá con côi.
Trong đêm mưa đó, bà Ngưu bị sét đánh chết. Tố Vân tiếp tục cuộc sống "tầm gửi" dan díu với những tên chức quyền háo sắc. Em trai út Tố Vân - người trước đây yêu Mạc Sầu dần thay đổi tính cách từ lương thiện sang ác độc sau những ngày tháng nghiệt ngã: mẹ mất, cha mất, tài sản tiêu tan. Hắn quyết định đi theo giặc - người Nhật tàn phá quê hương mình. Dì Quế - vợ nhỏ của ông Tăng do đau buồn trước sự ra đi của ông đã tự vẫn. Mạn Ni nhận nuôi một đứa con trai và bắt nó nhớ Bình Á là cha.
Khâm Á muốn cưới người hầu gái của Mộc Lan làm vợ nhưng không được bà Tăng đồng ý. Sau nhiều ngăn trở, với sự giúp sức của Mộc Lan và Lập Phu, Khâm Á cũng có được hạnh phúc dù muộn màng. Rồi bà Tăng mất đi, bà dặn dò Mộc Lan là chủ gia đình. Lập Phu hoạt động cho cách mạng rồi bị Tố Vân gián tiếp hại, bị bắt vào tù, Mộc Lan dùng mưu trí cứu Lập Phu ra. Rồi cuối cùng, Lập Phu nắm được chứng cứ bắt được Tồ Vân buôn bán heroin. Tố Vân cũng là một con nghiện. Mộc Lan lấy ân trả oán, dùng nhiều cách cứu Tố Vân thoát khỏi lao tù. Tố Vân không còn oán hận nữa.
Mạc Sầu có thai với Lập Phu, niềm hạnh phúc sau 7 năm chung sống. Nhưng trong lần Tố Vân cho biết Lập Phu đang bị nguy hiểm bởi mưu kế của em trai Tố Vân, Mạc Sầu đã vội chạy đến nơi thì gặp lại em trai Tố Vân. Anh vẫn còn yêu Mạc Sấu và níu kéo Mạc Sầu ở bên mình. Trong lúc đó, bạn gái người Nhật của anh đã cầm súng bắn Mạc Sầu. Cô đau đớn quỵ ngã, chợt nhìn thấy xe có chở Lập Phu đi tới, Mạc Sầu la lớn báo hiệu cho anh chạy đi. Đang lúc nằm trong bệnh viện, nghe lời nói của em trai Tố Vân, sợ phải là con tin dụ Lập Phu ra nên Mạc Sầu đã rút dây truyền máu, cô đã chết cùng đứa con chưa chào đời.
Lập Phu đau khổ cùng cực vì mất vợ. Gia đình họ Tăng sơ tán đi tránh cảnh chiến tranh, trong lúc đó em trai Tố Vân đem quân đến nhà họ Tăng nhằm bắt tất cả trả thù thì chỉ gặp mỗi Mạn Ni và con trai cô. Cả hai mẹ con bị áp bức mà chết. Nhà họ Diêu sơ tán đi theo. Ông Diêu ở lại đối phó với bọn người Nhật tham lam muốn lấy báu vật giáp cốt của ông trong đường hầm. Ông Diêu dụ chúng vào đường hầm và cùng chết với chúng trong biển lửa. Những người còn lại trong nhà họ Tăng, Diêu sơ tán về quê an toàn. Riêng Lập Phu, vợ chồng Định Phi ra chiến trường chiến đấu giết quân xâm lược.

## Diễn viên

### Chính
| Triệu Vy Vai: Diêu Mộc Lan | Phan Việt Minh Vai: Tăng Tôn Á | Hoàng Duy Đức Vai: Khổng Lập Phu |

| Trần Bảo Quốc Vai: Diêu Tư An | Triệu Khuê Nga Vai: Diêu thái thái | Khấu Chấn Hải Vai: Tăng Văn Bá | Phan Hồng Vai: Tăng thái thái |

| Khưu Kỳ Văn Vai: Diêu Mạc Sầu | Hướng Năng Vai: Ngưu Hoài Ngọc | Hồ Khả Vai: Ngưu Tố Vân | Vương Cương Vai: Ngưu Tự Đạo |

### Phụ
- Ngô Kiện: Địch Phi
- Vương Tinh: Đại Phần
- Lý Dịch Nhàn: Ám Hương
- Đường Tiếu Tiếu: Hồng Ngọc
- Triệu Vĩnh Hinh: Dì Quế
- Vương Á Nam: Tăng Bình Á
- Thiệu Vấn: Tăng Khâm Á
- Tôn Ninh: Mạn Ni
- Phó Diểu: Tào Lệ Hoa
- Vương Khiêm: La Đồng
- Lưu Siêu: Trần Nguyên
- Vương Khải: mẹ Trần
- Lý Cần Cần: Ngưu thái thái
- Triệu Ninh Vũ: Ngưu Đồng Nghĩa
- Hoàng Ái Kinh: mẹ Tôn